# Trombitafa
A trombitafa (Bignonia) az ajakosvirágúak (Lamiales) rendjében a szivarfafélék (Bignoniaceae) családjába sorolt trombitafa-rokonúak (Bignonieae) nemzetségcsoportjának rendkívül fajgazdag, névadó nemzetsége.

## Származása, elterjedése
A trópusi és szubtrópusi Amerika jellemző növényei Dél-Amerikától az Egyesült Államok déli tagállamaiig.

## Megjelenése, felépítése
Az egyes fajok fák, bokrok vagy folyondárok.
Szárnyasan összetett levelei átellenesen állnak.
Díszes, nagy, tölcsérforma virágai bog- vagy fürtvirágzatba állnak össze.
Toktermése sokmagvú, magja zászlós.

## Életmódja, termőhelye
A lián jellegű fajok az őserdőkben sokszor áthathatatlan sűrűket alkotnak.

## Hasznosításuk
Szép virágaik miatt több fajuk közkedvelt dísznövény.

## Ismertebb fajok
- Bignonia acumata
- Bignonia aequinoctialis L.
- Bignonia binata
- Bignonia bracteomana
- Bignonia callistegioides
- Bignonia campanulata
- örökzöld trombitacserje (Bignonia capreolata) L.
- Bignonia catalpa
- Bignonia chica Humb. et Bonpl.
- Bignonia convolvuloides
- Bignonia corymbosa
- Bignonia costata
- Bignonia grandiflora (Incarvillea grandiflora)
- fehér cédrus (Bignonia leucoxylon) L.
- Bignonia longiflora
- lóhúsfa (Bignonia spathacea L.), illetve lófa (Spathodea longifolia) Vent.)
- Bignonia phellosperma